# Лаури-Корри, Армар, 5-й граф Белмор
Армар Лоури-Корри, 5-й граф Белмор (англ. Armar Lowry-Corry, 5th Earl Belmore; 5 мая 1870 — 12 февраля 1948) — ирландский дворянин. Он носил титул учтивости — виконт Корри с 1870 по 1913 год.

## Биография
Родился 5 мая 1870 года в доме правительства в Сиднее (Австралия), во время пребывания своего отца на посту губернатора Нового Южного Уэльса. Старший сын Сомерсета Ричарда Лаури-Корри, 4-го графа Белмора (1835—1913), и Энн Элизабет Гонории Гладстон (1841—1919). Он был крещен в Сиднейском соборе.
С 1881 по 1883 год виконт Корри посещал подготовительную школу Малверн-хаус, недалеко от Дувра, затем с 1883 по 1887 год в Винчестерском колледже. С 1888 по 1891 год он учился в Тринити Холле в Кембридже . Затем он учился на барристера в Иннер-Темпле и был призван в коллегию адвокатов в 1897 году.
6 апреля 1913 года после смерти своего отца Армар Лаури-Корри унаследовал титулы 5-го графа Белмора (Пэрство Ирландии), 5-го виконта Белмора (Пэрство Ирландии) и 5-го барона Белмора (Пэрство Ирландии).
Лорд Белмор получил чин капитана Королевского стрелкового полка Иннискилленга. Он занимал должности верховного шерифа графства Фермана (1895) и верховного шерифа графства Тирон (1901), мирового судьи в графстве Фермана и графстве Тирон, а также заместителя лейтенанта графства Фермана. Он отвечал за родовую резиденцию семьи, Замок Кул в графстве Фермана во время Второй мировой войны, когда все загородные дома в графстве были реквизированы вооруженными силами из-за стратегической важности базы летающих лодок на Лох-Эрне.
Лорд Белмор скончался 12 февраля 1948 года в возрасте 77 лет, и ему наследовал его единственный выживший брат, Сесил Лаури-Корри, 6-й граф Белмор.